# کواتوتیاو
کواتوتیاو (انگلیسی: Qutoutiao) شرکت فناوری اطلاعات چینی است، که در سال ۲۰۱۶ تأسیس شد.